# 三河吉田藩
三河吉田藩（みかわよしだはん）は、三河国吉田（現在の愛知県豊橋市今橋町）を領した藩。藩庁は吉田城。明治維新後に豊橋藩（とよはしはん）と改称された。譜代大名が歴代藩主を務め、吉田藩に入部することは、幕閣になるための登竜門のひとつであった。

## 概要
天正18年（1590年）の小田原征伐後は、豊臣秀吉の家臣・池田輝政が吉田城主として入った。輝政は後に徳川家康の娘婿となり、慶長5年（1600年）の関ヶ原の戦いで東軍に与して岐阜城攻めで武功を挙げたことから、戦後に播磨姫路藩に移封された。
慶長6年（1601年）2月、武蔵八幡山藩から徳川氏譜代の重臣・竹谷松平家の松平家清が3万石で入ったことにより、三河吉田藩が徳川家臣として立藩する。
慶長8年（1603年）、徳川家康は後陽成天皇より征夷大将軍の宣下を受け、正式に徳川幕府が発足する。三河吉田藩も正式に幕藩体制下の藩となる。
慶長15年（1610年）12月21日に家清が死去すると、子の松平忠清が第2代藩主となるが、忠清は慶長17年（1612年）4月20日に死去し、嗣子が無かったために断絶・改易に処された。
直後の11月12日、三河深溝藩から松平忠利が入る。しかし第2代藩主・松平忠房時代の寛永9年（1632年）8月11日に三河刈谷藩に移封。入れ替わる形で水野忠清が入るが、寛永19年（1642年）7月28日に信濃松本藩に移封される。
駿河田中藩より水野忠善が入るが、正保2年（1645年）7月14日に三河岡崎藩に移封される。
豊後杵築藩から小笠原忠知が入る。第2代藩主・小笠原長矩は寛文3年（1663年）、弟の小笠原長定、小笠原長秋に3,000石、2,000石を分与したため、吉田藩は4万石となる。第4代藩主・小笠原長重時代の元禄10年（1697年）4月19日に武蔵岩槻藩に移封される。
直後の6月10日、丹波亀山藩から久世重之が入る。新居関所を管理することになる。しかし重之が宝永2年（1705年）9月に若年寄に就任したことを契機に、10月には下総関宿藩に移封となる。入れ替わる形で牧野成春が入るが、第2代藩主・牧野成央が幼少で第2代藩主となったことから、江戸幕府では三河の要衝を任せておけぬとして、正徳2年（1712年）7月12日に日向延岡藩に移封された。
下総古河藩より、松平信祝が7万石で入るが、享保14年（1729年）2月2日に信祝が大坂城代に任じられたため、2月15日には所領を遠江浜松藩に移封され、入れ替わる形で松平資訓が入るが、寛延2年（1749年）10月15日に京都所司代に任じられたため、遠江浜松藩に再封される。
入れ替わる形で松平信復（信祝の子）が7万石で入り、ようやく藩主家が定着した。
歴代藩主の中で最も有名な藩主が、第4代藩主の松平信明である。信明は天明8年（1788年）4月に老中に任じられて、松平定信の寛政の改革に参与した。寛政5年（1793年）、定信が辞職すると老中首座となり、事実上の最高権力者として幕政を主導した。信明は享和3年（1803年）12月に老中を辞職したが、文化3年（1806年）5月に復帰し、再び老中として幕政を主導している。
第5代藩主・松平信順は大坂城代・京都所司代を歴任した後の天保8年（1837年）5月16日に老中になるが、8月6日には辞職している。
最後の藩主・松平信古は間部詮勝の次男として生まれ、大坂城代に任じられて、幕末における畿内の混乱収拾に努めた。慶応4年（1868年）1月に戊辰戦争が起こると、藩内では佐幕派と尊王派が分裂して抗争するが、2月に新政府軍が吉田に迫ると尾張藩の斡旋もあって、3月に信古は上洛して新政府に降伏した。
明治2年（1869年）6月17日、版籍奉還により信古は吉田知藩事に任じられる。6月19日に豊橋藩と改称した。明治4年（1871年）7月14日の廃藩置県で豊橋藩は廃藩となり、豊橋県、額田県を経て、愛知県に編入された。

## 藩政
吉田藩は小笠原家が入封するまで、短期間で藩主家が代わることが多かった。このため、藩政における治績は松平忠利時代の寛永5年（1628年）に行なわれた検地くらいである。
小笠原家は52年間の入封の中で、新田開発や吉田城と城下町の改築・整備（向山に大池を造り、そこから惣濠（外堀）に水を入れ、その残りを吉田方の田畑の灌漑に用いた）を行ない、藩政の確立に努めた。
小笠原家移封後は、再び短期間で移封される時代が訪れ、大河内松平家が入部するまでは治績はほとんどない。
大河内松平家の第2代藩主・松平信復は宝暦2年（1752年）7月に藩校・時習館を創設した。第4代藩主・信明は老中として幕政参与することが大半だったために治績はなく、第5代藩主・信順は先に述べたように老中職を短期間で辞職している。これは天保4年（1833年）12月の新居宿の打ちこわし、辞職後の9月に起こった加茂一揆などで藩財政が苦しかったためと思われる。
第7代藩主・松平信璋は幕閣には入らず、もっぱら藩政改革に専念した。嘉永元年（1848年）9月には家臣の知行借上、御用金調達、諸経費4割節減を目的とした5カ年計画を実施したが、嘉永2年（1849年）7月27日に死去するという悪条件のため、改革は挫折した。このため、吉田藩の財政は苦しいまま明治時代を迎えた。

## 歴代藩主

### 松平（竹谷）家
譜代 3万石
1. 家清（いえきよ）
2. 忠清（ただきよ）

### 松平（深溝）家
譜代 3万石
1. 忠利（ただとし）
2. 忠房（ただふさ）

### 水野家（沼津）
譜代 4万石
1. 忠清（ただきよ）

### 水野家（山形）
譜代　4万5000石
1. 忠善（ただよし）

### 小笠原家
譜代 4万5000石→4万石
1. 忠知（ただとも）〔書院番頭・大番頭・奏者番・詰衆〕
2. 長矩（ながのり）〔奏者番・寺社奉行〕
3. 長祐（ながすけ）
4. 長重（ながしげ）〔中奥小姓・側小姓・書院番頭・奏者番・寺社奉行・京都所司代・老中・西の丸老中〕

### 久世家
譜代 5万石
1. 重之（しげゆき）〔奏者番・寺社奉行・若年寄・老中〕

### 牧野家
譜代 8万石
1. 成春（なりはる）
2. 成央（なりなか）

### 松平（大河内）家
譜代 7万石
1. 信祝（のぶとき）〔奏者番・大坂城代・老中〕

### 松平（本庄）家
譜代 7万石
1. 資訓（すけのり）〔奏者番・京都所司代〕

### 松平（大河内）家
譜代 7万石
1. 信復（のぶなお）
2. 信礼（のぶいや）〔奏者番〕
3. 信明（のぶあきら）〔奏者番・側用人・老中〕
4. 信順（のぶより）〔奏者番・寺社奉行・大坂城代・京都所司代・老中〕
5. 信宝（のぶたか）
6. 信璋（のぶあき）
7. 信古（のぶひさ）〔奏者番・寺社奉行・大坂城代〕

## 幕末の領地
- 三河国
  - 渥美郡のうち - 67村

豊橋町[吉田町]（570石9斗0升3合9勺9才2撮)・飽海村（20石5斗0升2合0勺0才1撮)・羽田村（982石1斗0升1合9勺9才0撮)・野田村（689石5斗5升1合0勺2才5撮)・吉川村（297石4斗4升2合9勺9才3撮)・三相村（216石9斗6升2合0勺0才6撮)・馬見塚村（451石3斗9升4合0勺1才2撮)・高須新田（951石8斗2升5合9勺8才9撮)・土倉新田（252石6斗5升8合0勺05撮)・下野新田（45石3斗8升0合0勺0才1撮)・青竹新田（248石0斗7升4合0勺0才5撮)・富久縞新田（232石2斗0升3合9勺9才5撮)・牧新田（54石7斗7升0合0勺0才0撮)・茅野新田（64石4斗3升2合9勺9才9撮)・加藤新田（79石6斗5升0合0勺0才2撮)・中村新田（7石7斗5升8合0勺0才0撮)・原村（401石8斗8升2合9勺9才6撮)・中原村（172石2斗0升5合0勺0才2撮)・雲谷村（400石5斗9升2合0勺1才0撮)・大脇新田（23石2斗4升6合0勺0才0撮)・飯村（488石3斗1升2合9勺8才8撮)・藤並新田（40石5斗1升4合0勺0才0撮)・森田新田（70石7斗0升9合9勺9才9撮)・芦原新田（304石9斗5升0合0勺1才2撮)・佐藤村（247石3斗7升1合9勺9才4撮)・山田村（228石4斗7升0合0勺0才1撮)・小松新田（39石6斗2升0合9勺9才8撮)・高足村（1974石9斗5升8合0勺0才8撮)・高足新々田（55石7斗9升9合9勺9才9撮)・小池村（494石6斗4升7合0勺0才3撮)・瓦町村（304石7斗1升7合0勺1才0撮)・橋良村(656石0斗8升5合0勺2才2撮)・小浜村（529石0斗5升1合02才5撮)・仁連木村（1890石6斗6升6合0勺1才6撮)・上岩崎村（409石9斗6升3合0勺1才3撮)・下岩崎村(258石9斗4升6合0勺1才4撮)・手洗村（59石0斗4升9合0勺0才0撮)・田尻村（722石4斗4升7合0勺2才1撮)・平川新田（670石0斗6升4合0勺2才6撮)・上牟呂村（610石0斗7升8合0勺0才3撮)・中牟呂村（474石2斗6升5合0勺1才5撮)・富田新田（102石7斗0升3合0勺0才3撮)・松島新田（287石3斗0升8合0勺1才4撮)・下牟呂村（628石9斗0升3合9勺9才2撮)・向草間村（216石4斗4升9合9勺9才7撮)・草間村（1018石5斗1升2合0勺2才4撮)・松井新田（129石4斗7升9合9勺9才6撮)・上原新田（117石1斗6升7合9勺9才9撮)・野依村（1179石8斗8升1合9勺5才8撮)・切反ヶ谷村（33石2斗1升2合0勺0才2撮)・仏餉村（140石4斗3升6合0勺0才5撮)・東植田村（405石4斗9升4合9勺9才5撮)・西植田村（361石4斗0升1合0勺0才1撮)・津田新田（74石4斗1升9合9勺9才8撮)・北大津村（1068石6斗6升6合9勺9才2撮)・南大津村（741石1斗0升7合9勺7才1撮)・森崎新田（40石6斗2升2合0勺0才2撮)・神吉新田（271石2斗0升0合9勺8才9撮)・数原新田（35石4斗5升1合0勺0才0撮)・片神戸村（409石2斗8升7合9勺9才4撮)・百々村（666石4斗5升3合9勺7才9撮)・杉山村（1820石2斗1升8合9勺9才4撮)・吉尾曲輪（97石2斗2合6升9勺9才7撮)・中富士見新田（153石5斗6升1合9勺9才6撮)・松王新田（38石4斗8升8合9勺9才8撮)・花ヶ崎村（1004石6斗4升6合9勺7才3撮)		
- - 八名郡のうち - 48村

小畑村 (149石5斗3升7合9勺9才4撮)・中島村 (95石0斗9升8合9勺9才9撮)・西川村 (790石7斗9升9合9勺8才8撮)・日下部村 (451石1斗7升8合9勺8才6撮)・一鍬田村 (637石7斗2升8合0勺2才7撮)・平野村 (519石7斗7升5合0勺2才4撮)・中野田新田 (55石8斗2升4合0勺0才1撮)・萩平村 (386石2斗2升7合9勺97才撮)・中山村 (231石4斗8升3合9勺9才4撮)・橋尾村 (256石1斗9升4合0勺0才0撮)・井之島村 (47石7斗1升7合9勺9才9撮)・入文村 (164石6斗7升3合0勺0才4撮)・成沢村 (57石1斗4升5合0勺0才0撮)・馬越村 (233石3斗5升6合9勺95才撮)・上吉田村 (117石2斗6升7合9勺9才8撮)・竹之輪村 (180石9斗7升0合9勺9才3撮)・白石新田 (25石2斗0升5合9勺9才9撮)・五井村(397石3斗6升3合0勺0才7撮)・暮川村 (249石3斗1升5合0勺0才2撮)・犬之子村 (247石4斗2合7升9勺9才4撮)・天王村 (375石5斗3升2合9勺9才0撮)・八反ヶ谷村(271石6斗0升9合0勺0才9撮)・藤ヶ池村 (676石1斗1升4合9勺9才0撮)・堀之内村 (261石5斗2升8合0勺1才5撮)・竹之内村 (448石5斗6升2合9勺8才8撮)・金田村(574石5斗5升6合0勺3才0撮)・高井村 (450石8斗6升2合0勺0才0撮)・神ヶ谷村 (263石0斗4升4合0勺0才6撮)・和田村 (554石3斗7合7升0勺1才4撮)・森岡新田(20石3斗6升4合0勺0才0撮)・長楽村 (390石2斗2升3合9勺9才9撮)・嵩山村(653石6斗6升9合0勺0才6撮)・月ヶ谷村 (252石0斗5升4合9勺9才3撮)・長彦村(129石1斗3合9升9勺9才9撮)・牛川村 (889石7斗5升7合0勺1才9撮)・浪之上村 (222石2斗0升1合0勺0才4撮)・若宮村 (137石9斗5升7合9勺9才3撮)・小鷹野新田 (48石2斗9升9合9勺9才9撮)・野川新田 (167石7斗4升6合0勺0才2撮)・忠興新田 (83石5斗4升2合0勺0才0撮)・田中新田 (24石6斗8升8合9勺9才9撮)・中沢新田 (41石1斗8升6合0勺0才1撮)・多米村 (692石7斗3升1合0勺1才8撮)・赤岩村 (25石9斗0升5合0勺0才1撮)・神郷村 (442石0斗9升6合9勺8才5撮)・三渡野村 (631石6斗9升0合9勺7才9撮)・堹ノ上村 (598石1斗7升4合0勺1才1撮)・古川新田 (169石2斗6升1合9勺9才3撮)		
- - 額田郡のうち - 5村

小美村（131石7斗8升5合0勺0才4撮)・生田村（490石0斗7升4合0勺0才5撮)・上地村（988石1斗8升5合9勺7才4撮)・久保田村（519石7斗7升6合0勺0才1撮)・鷲田村（414石2斗5升3合9勺9才8撮)		
- - 加茂郡のうち - 47村

北一色村（159石9斗7升0合9勺9才3撮)・簗平村（81石4斗9升7合0勺0才2撮)・西中山村（478石6斗9升6合9勺9才1撮)・西市野々村（141石8斗4升8合0勺0才7撮)・平岩村（65石6斗9升5合0勺0才0撮)・松峯村（112石8斗4升7合0勺0才0撮)・押沢村（95石2斗2升2合0勺0才0撮)・石飛村（38石0斗2升1合9勺9才9撮)・北曾木村（53石2斗9升6合0勺0才1撮)・折平村（131石4斗2升1合9勺9才7撮)・御作村（350石8斗6升4合0勺1才4撮)・木瀬村（382石8斗9升1合9勺9才8撮)・平畑村（26石7斗2升6合0勺0才0撮)・加納村（312石7斗3升4合9勺8才5撮)・打越村（725石9斗4升3合9勺7才0撮)・南莇生村（177石0斗9升1合9勺9才5撮)・足口村（22石7斗4升0合0勺0才0撮)・山蕨村（5石9斗4升7合0勺0才0撮)・九沢村（35石3斗7合0升9勺9才8撮)・西野村（24石8斗4升9合0勺0才1撮)・白瀬村（90石5斗1升4合9勺9才9撮)・越田和村（45石8斗5升5合0勺0才0撮)・田津原村（87石9斗9升1合9勺9才7撮)・牛地村（177石0斗6升7合001撮)・連谷村（28石5斗0升6合0勺0才1撮)・明川村（249石8斗5升8合9勺9才4撮)・畑村（20石8斗2升0合0勺0才0撮)・下伊熊村（41石1斗8升9合9勺9才9撮)・林間村（27石1斗6升0合9勺9才9撮)・深折村（9石3斗8升0合0勺0才0撮)・東萩平村（160石6斗6升7合9勺9才9撮)・大塚村（22石0斗3升3合0勺0才1撮)・塩ノ沢村（72石2斗0升2合0勺0才3撮)・安代村（41石1斗3升7合0勺0才1撮)・久木村（231石7斗9升8合0勺0才4撮)・実栗村（26石4斗2升0合0勺0才0撮)・北小田村（85石5斗7升3合9勺9才7撮)・五反田村（194石8斗8升0合9勺9才7撮)・野林村（142石0斗7升6合0勺0才4撮)・川面村（166石3斗9升9合9勺9才4撮)・太田村（189石8斗8升6合9勺9才3撮)・浅谷村（26石5斗8升7合0勺0才0撮)・有洞村（55石8斗1升8合0勺0才1撮)・綾渡村（133石6斗4升3合9勺9才7撮)・大蔵連村（25石7斗9升0合0勺0才1撮)・椿立村（22石5斗6升5合0勺0才1撮)・室平村（58石5斗4升8合0勺0才0撮)		
- - 宝飯郡のうち - 54村

大塚村（878石0斗2合8升9勺9才2撮)・平田村（137石3斗7合5升0勺0才0撮)・大草村（223石0斗6合3升9勺9才5撮)・北金屋村（241石5斗3合9升9勺9才3撮)・谷川村（201石5斗5合4升9勺9才3撮)・麻生田村（742石3斗2合2升0勺2才1撮)・楠木村（68石1斗5合0升0勺0才2撮)・楽筒村（84石7斗6合2升0勺0才1撮)・向河原村（144石4斗1合7升9勺9才9撮)・一ノ宮村（478石4斗4合7升9勺9才8撮)・松原村（168石0斗6合1升0勺0才5撮)・南金屋村（211石3斗4合7升0勺0才0撮)・古宿村（218石3斗7合3升9勺9才3撮)・馬場村（168石4斗4合9升0勺0才5撮)・牧野村（6石4斗5合0升0勺0才0撮)・石原村（107石2斗8合5升0勺0才4撮)・当古村（484石7斗2合2升9勺9才2撮)・雨谷村（130石8斗9合7升0勺0才3撮)・三橋村（203石0斗8合9升9勺9才6撮)・土筒村（202石7斗5合1升0勺07撮)・瀬木村（191石2斗0合1升9勺9才6撮)・西島村（275石2斗3合1升9勺9才5撮)・西島村（275石2斗3合1升9勺9才5撮)・長瀬村（297石8斗5合5升9勺8才8撮)・柑子村（283石4斗5合0升0勺1才2撮)・正岡村（616石5斗8合3升0勺0才8撮)・大磯村（547石5斗8合8升9勺8才9撮)・行明村（701石9斗9合2升9勺8才1撮)・沖木村（513石9斗2合1升0勺2才1撮)・住吉村（550石0斗7合7升0勺2才6撮)・柴屋村（515石7斗0合0升9勺8才9撮)・大蚊里村（233石2斗4合8升9勺9才3撮)・鍛冶村（608石2斗1合9升9勺7才1撮)・下長山村（883石0斗8合5升9勺9才9撮)・宿村（512石9斗4合5升9勺8才4撮)・下五井村（809石3斗0合4升9勺9才3撮)・藪下新田（132石8斗2合2升9勺9才8撮)・篠束村（907石3斗1合8升9勺7才0撮)・小坂井村（900石8斗2合0升9勺8才4撮)・瓜郷村（444石6斗7合7升0勺02撮)・清須新田（480石6斗8合1升0勺0才0撮)・下地村（1127石0斗9合3升0勺1才8撮)・横須賀村（412石2斗1合8升9勺9才4撮)・平井村（634石8斗2合0升0勺07撮)・藤井新田（59石6斗3合2升9勺9才9撮)・日色野村（346石4斗9合8升9勺9才3撮)・前芝村（532石1斗4合3升0勺0才5撮)・青木新田（118石8斗1合3升0勺04撮)・山内新田（14石3斗0合0升0勺0才0撮)・伊奈村（1133石9斗7合8升0勺2才7撮)・梅藪村（284石6斗8合4升9勺9才8撮)・樽井村（66石5斗8合4升9勺9才9撮)・大木村（1369石5斗9合8升9勺9才9撮)・西原村（287石5斗8合5升9勺9才9撮)・太田新田（116石3斗1合3升0勺0才4撮)	
- 遠江国

明治維新後に遠江国内の領地が上総国望陀郡16村（旧幕府領5村、旗本領7村、与力給合地6村、請西藩領1村、前橋藩領4村、岩槻藩領1村）に替えられた。なお、相給が存在するため、村数の合計は一致しない。
- - 城東郡のうち - 3村（駿河府中藩に編入）

加茂村（1138石2斗0升1合0勺5才0撮)・上本所村（261石8斗1升2合9勺8才8撮)・下本所村（36石0斗6升2合8勺2才0撮)	
- - 敷知郡のうち - 19村（同上）

宇布見村（141石2斗0升7合0勺0才1撮)・篠原村（35石2斗4升7合0勺0才2撮)・神ヶ谷村（705石2斗8升8合0勺2才5撮)・野地村（181石5斗1升8合0勺0才5撮)・山口村（190石9斗3升2合9勺9才9撮)・坊瀬村（169石5斗1升8合9勺9才7撮)・西市場村（352石6斗7升1合9勺9才7撮)・西川尻村（214石6斗0升6合0勺0才3撮)・岡崎村（575石9斗4升8合9勺7才5撮)・新所西方村（83石8斗5升8合0勺0才2撮)・梅田村（54石8斗8升8合0勺0才0撮)・新居村（287石5斗4升9合9勺8才8撮)・中之郷村（1077石5斗5升0合0勺4才9撮)・内山村（451石0斗2升0合9勺9才6撮)・橋本村（361石0斗3升6合0勺1才1撮)・松本新田(21石4斗5升5合9勺9才9撮)・大倉戸新田（50石0斗4升7合0勺0才1撮)・弥太郎新田（14石3斗6升6合0勺0才0撮)・松山新田村（26石6斗4升6合9勺9才9撮)		
- 近江国
  - 浅井郡のうち - 20村（うち五村・小今村・大井村・落合村・南速水村・海老江村の6村を朝日山藩に編入）

五村（350石4斗5升8合0勺0才8撮)・高畑村（955石5斗7升2合9勺9才8撮)・小今村（709石6斗7升7合9勺7才9撮)・大井村（499石6斗9升6合9勺9才1撮)・落合村（756石3斗9升2合0勺2才9撮)・南速水村（630石1斗5升9合9勺7才3撮)・海老江村（192石1斗1升5合0勺0才5撮)・集福寺村（396石1斗1升4合9勺9才0撮)・余村（434石7斗5升7合9勺9才6撮)・横波村（297石8斗3升8合0勺1才3撮)・中村（736石7斗0升0合0勺1才2撮)・野坂村（251石8斗0升2合0勺0才2撮)・岩熊村（545石0斗9升6合0勺0才8撮)・月出村（56石3斗5升6合9勺9才8撮)・八田部村（586石1斗0升6合9勺9才5撮)・山田村（504石0斗2升7合0勺0才8撮)・小山村（266石6斗6升5合9勺8才5撮)・黒山村（213石9斗7升7合0勺0才5撮)・上ノ庄中村（41石6斗5升3合9勺9才9撮)・山門村（593石9斗0升8合0勺2才0撮)		
- - 伊香郡のうち - 2村

東柳野村（580石0斗0升0合9勺7才7撮)・西柳野村（413石6斗6升7合9勺9才9撮)	
- - 高島郡のうち - 1村

下開田村（339石8斗9升9合9勺9才4撮)